# Dean Torrey
Dean Torrey (* 1992 in Connecticut) ist ein US-amerikanischer Jazzmusiker (Kontrabass).

## Leben und Wirken
Torrey, der in Fairfield (Connecticut) aufwuchs interessierte sich schon früh für Musik. Er begann im Alter von acht Jahren mit dem Kontrabassspiel, spielte im Schulorchester und interessierte sich später für die Improvisation. Nach dem Besuch des College der State University of New York in Purchase, wo er auch privaten Unterricht bei Doug Weiss und Scott Colley erhielt, zog er 2014 nach New York City, um in den folgenden Jahren  mit Musikern wie Muhal Richard Abrams, Thurman Barker, Hal Galper (Live at the Cota Jazz Festival), Aaron Goldberg, Rodney Green, Tivon Pennicott, Sasha Berliner, Joel Ross, Immanuel Wilkins und Dayramir González zu arbeiten. Torrey gehörte auch der Band des Pianisten Micah Thomas an, zu hören auf dessen Alben Tide (2020) und Reveal (2023). Im Bereich des Jazz war er laut Tom Lord zwischen 2016 und 2024 an vier Aufnahmesessions beteiligt. Torrey lebt in Kingston, New York.